# Eurema alitha
Eurema alitha är en fjärilsart som först beskrevs av Felder 1862.  Eurema alitha ingår i släktet Eurema och familjen vitfjärilar. IUCN kategoriserar arten globalt som livskraftig.
Artens utbredningsområde är Filippinerna. Inga underarter finns listade i Catalogue of Life.